# بختيشوع

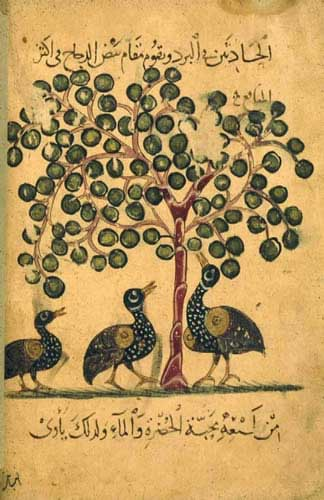
النسخة الأصلية من كتاب نعت الحيوان ومنافعه لابن بختيشوع تعود للقرن العاشر الميلادي

بختيشوع أو بني بختيشوع أي بني عبد المسيح حيث أن بخت تعني عبد ويشوع تعني المسيح في اللغة السريانية. هم أسرة من الأطباء والعلماء السريان المسيحيين المشارقة تعود أصولهم إلى مدينة جنديسابور في منطقة الأحواز، انتقلوا إلى بغداد ثم لاحقًا الموصل وميافارقين، خدمت الأسرة الخلفاء العباسيين، منهم:
- جبريل بختيشوع: كان طبيب الأمين والرشيد سجنه المأمون ثم اعاده لخدمته، توفي عام 828 ميلادية. له مؤلفات في الطب والمنطق.
- بختيشوع بن جبريل: توفي عام 870 كان طبيب المتوكل.
- يوحنا بن بختيشوع: توفي عام 903 ميلادية خدم الموفق ثم عين أسقفا على الموصل عام 893.
- أبو سعيد عبيد الله بن بختيشوع: توفي عام 1058 عاش في ميافارقين كان صديقا لابن بطلان.له عدة مؤلفات في الطب والفلسفة منها: رسالة في الطب والأحداث النفسانية، مناقب الأطباء، الروضة، طبائع الحيوان وخواصها ومنافع أعضائها.